# Anđela Obradović
Anđela Obradović (serbisch-kyrillisch Анђела Обрадовић, * 14. März 2005) ist eine serbische Leichtathletin, die sich auf das Kugelstoßen spezialisiert hat.

## Sportliche Laufbahn
Erste internationale Erfahrungen sammelte Anđela Obradović im Jahr 2021, als sie bei den U18-Balkan-Meisterschaften in Kraljevo mit einer Weite von 15,20 m die Bronzemedaille mit der leichteren 3-kg-Kugel gewann. Im Jahr darauf belegte sie bei den U20-Balkan-Hallenmeisterschaften in Belgrad mit 13,19 m den vierten Platz und im Juni siegte sie mit 16,37 m bei den U18-Balkan-Meisterschaften in Bar, ehe sie bei den U18-Europameisterschaften in Jerusalem mit 14,54 m in der Qualifikationsrunde ausschied. 2024 gelangte sie bei den U20-Balkan-Hallenmeisterschaften in Belgrad mit 13,23 m auf Rang sechs. Im August verpasste sie bei den U20-Weltmeisterschaften in Lima mit 13,64 m den Finaleinzug. Im Jahr darauf belegte sie bei den Balkan-Hallenmeisterschaften in Belgrad mit 14,39 m den fünften Platz. Ende Juni belegte sie bei der 2. Liga der Team-Europameisterschaft in Maribor mit 13,96 m den achten Platz und anschließend schied sie bei den U23-Europameisterschaften in Bergen mit 13,86 m in der Vorrunde aus.
In den Jahren 2022 und 2024 wurde Obradović serbische Meisterin im Kugelstoßen im Freien sowie 2025 in der Halle.